# Lex Fridman
Lex Fridman (* 15. August 1983 in Tschkalow, Tadschikische SSR als Alexei Alexandrowitsch Fedotow; russisch Алексей Александрович Федотов) ist ein US-amerikanischer Informatiker, YouTuber und Podcaster.

## Lebensweg
Fridman wurde in der Sowjetunion als Sohn des Plasmaphysikers Alexander Fridman geboren und wuchs in Moskau auf. Er ist ukrainisch-jüdischer Abstammung; sein Vater wurde in Kiew geboren, seine Großmutter in Charkiw. Sein Großvater war Maschinengewehrschütze in der Roten Armee in der heutigen Ukraine während des Zweiten Weltkriegs. Seine Familie zog in den 1990er Jahren in die Vereinigten Staaten, wo sein Vater eine Stelle als Professor annahm. Lex Fridman studierte an der Drexel University, an der er einen Bachelor of Science, einen Master of Science und einen Ph.D. erwarb. Nach seinem Abschluss arbeitete er zunächst für sechs Monate für Google im Bereich Biometrie und maschinelles Lernen. Später wurde Fridman wissenschaftlicher Mitarbeiter am Massachusetts Institute of Technology und war an verschiedenen Forschungsprojekten zu künstlicher Intelligenz, autonomen Fahrzeugen, Deep Learning, Robotik sowie zum autonomen Fahren in Zusammenarbeit mit dem japanischen Autobauer Toyota beteiligt.
2019 veröffentlichte Fridman eine Big-Data-Analyse zum Fahrverhalten, die ohne Peer-Review unter dem Siegel des MIT suggerierte, autonome Fahrzeuge seien sicherer als angenommen. Nachdem mehrere Wissenschaftler die Studie neben des fehlenden Peer Reviews auch für ihre unsaubere Methodik und diverse inhaltliche Fehler kritisierten, distanzierte sich das MIT daraufhin von der Studie. Für Fridman bedeutete die Studie dennoch den großen medialen Durchbruch. Elon Musk, der Hauptaktionär von Tesla (einem Hersteller autonomer Fahrzeuge), war von der Studie so angetan, dass er Fridman für die Aufzeichnung eines Interviews in die Tesla-Zentrale einfliegen ließ. Kurz darauf erzielte Fridmans Podcast millionenfache Abrufe.
Neben seiner Tätigkeit als Podcaster ist er seit 2023 Forscher am MIT Laboratory for Information and Decision Systems (LIDS).

## The Lex Fridman Podcast
Fridman eröffnete 2006 ein Konto auf der Plattform YouTube. 2018 begann er auf seinem Konto mit einem Podcast, welcher den Titel The Artificial Intelligence Podcast trug und später in The Lex Fridman Podcast umbenannt wurde. Hier interviewt Fridman bekannte Informatiker, Wissenschaftler, Intellektuelle und weitere Persönlichkeiten, meist für mehrere Stunden. Neben Informatik, Technologie und künstlicher Intelligenz beschäftigt sich der Podcast auch mit verschiedenen philosophischen, ökonomischen, politischen und historischen Themen.

### Gäste
Zu den Gästen des Podcasts gehörten Persönlichkeiten wie Elon Musk (mehrmals), Mark Zuckerberg (dreimal), Joe Rogan (zweimal), Vitalik Buterin, Niall Ferguson, Nick Bostrom, Jack Dorsey, Sam Harris, Park Yeon-mi, Michio Kaku, Ray Dalio, Jimmy Wales (zweimal), Noam Chomsky, John Carmack, Neri Oxman, Jordan Peterson, Kanye West, Magnus Carlsen, Steven Pinker, Richard Dawkins, Jared Kushner und John Mearsheimer.
Im Juli 2023 führte er drei Gespräche, die u. a. Einsichten in die damalige politische Lage in Israel und Palästina ermöglichten: mit Benjamin Netanjahu, Yuval Noah Harari und Mohammed El-Kurd, sowie Anfang 2024 mit Mouin Rabbani, Norman Finkelstein und Benny Morris. Im September 2024 veröffentlichte er ein Gespräch mit Donald Trump, im November 2024 eines mit Argentiniens Präsidenten Javier Milei. Im Januar 2025 veröffentlichte er ein dreistündiges Interview mit dem ukrainischen Präsidenten Wolodymyr Selenskyj.

### Rezeption
Der Computerbiologe Lior Pachter erklärte, „einige Wissenschaftler und Akademiker befürchten, Fridman trage zur ‚Kakophonie der Fehlinformationen‘ bei“, während ein anderer anonymer KI-Forscher meint, Fridman habe möglicherweise „auf der Jagd nach Ruhm seine strenge akademische Methodik aufgegeben.“ Im Gegensatz dazu erklärte der amerikanische Nobelpreisträger Frank Wilczek, er sei „auf einem höheren intellektuellen Niveau“ als viele Journalisten, die über Wissenschaft berichten.
Der Journalist Nathan Robinson von Current Affairs schrieb: „Fridman ist kein Ideologe und scheint in seinem Wunsch, Linke empathisch zu verstehen, aufrichtig zu sein (er hat auch Richard Wolff, Steve Keen und Noam Chomsky interviewt) und um allen Seiten gerecht zu werden, hat er eine Debatte zwischen dem ‚skeptischen Umweltschützer‘ Bjørn Lomborg und dem Klimajournalisten Andrew Revkin moderiert. Aber wie bei [Joe] Rogan kann man eine gewisse Unausgewogenheit kaum übersehen. Es gibt weitaus mehr rechtsgerichtete ‚Intellectual Dark Web‘ -Typen als Linke [...].“ Robinson fügte hinzu, dass „der Fridman-Podcast eine hervorragende Möglichkeit ist, zu sehen, wie die Haltung der Neutralität tatsächlich darin versagt, Unwahrheiten und giftige Überzeugungen angemessen herauszufordern.“
Die Journalistin Elizabeth Lopatto schrieb in The Verge, Fridmans Podcast habe „eine Anhängerschaft unter der Tech-Elite“ und Fridman sei „ein Softball-Interviewer“. Die Journalistin Helen Lewis schrieb im Atlantic, Fridman bewahre „nicht einmal den Hauch einer Spur journalistischer Distanz“ zu seinen Interviewpartnern und habe persönliche Freunde wie Ivanka Trump und Jared Kushner interviewt. In einem LinkedIn-Beitrag gab Fridman an, er habe Thanksgiving 2023 in ihrem Haus verbracht und mit ihnen Der Pate geschaut. Lewis schrieb, Fridman habe in seinem Interview mit Donald Trump aus dem Jahr 2024 dem Präsidentschaftskandidaten erlaubt, ungehindert falsche Behauptungen über den Vorfall auf dem Arlington National Cemetery aufzustellen. Ben Samuel argumentierte in einem weiteren Artikel in Haaretz aus dem Jahr 2023, dass Fridman es versäumt habe, Behauptungen des israelischen Premierministers Benjamin Netanjahu in seinem Podcast zu hinterfragen. Bei der Journalistin Ellen Huet von Bloomberg hieß es, Fridmans Podcast werde von Tech-CEOs als eine angenehme Alternative zu den eher kontroversen Interviews mit traditionellen Journalisten angesehen.
Der für die Jüdische Allgemeine tätige Journalist Sebastian Moll resümiert zu Fridmann: „Während die Big-Tech-Elite, allen voran Musk, sich zunehmend gegen Linksliberalismus und politische Korrektheit stemmt, reitet Fridman die Welle mit und ist zu einem ihrer Megafone geworden.“